# Rolfshagen
Rolfshagen è una frazione (Ortsteil) del comune di Auetal, nel land della Bassa Sassonia, in Germania.

## Storia
Già comune autonomo nel circondario della contea di Schaumburg, il 1º aprile 1974 fu soppresso e unito, insieme con Hattendorf, Rehren e Schoholtensen, nel nuovo comune di Auetal.